# Muisne
Muisne ist eine Kleinstadt und die einzige Parroquia urbana („städtisches Kirchspiel“) im Kanton Muisne der ecuadorianischen Provinz Esmeraldas. Die Parroquia besitzt eine Fläche von 177,6 km². Die Einwohnerzahl lag im Jahr 2010 bei 8880. Davon wohnten 5925 Einwohner im Hauptort Muisne.

## Lage
Der Ort Muisne liegt an der Pazifikküste auf der gleichnamigen Insel „Isla Muisne“ 82 km südwestlich der Provinzhauptstadt Esmeraldas im Nordwesten Ecuadors. Die etwa 8 km² große Insel ist durch einen 300 m breiten „río“ (= „Fluss“) genannten Meeresarm vom Festland getrennt. Sie ist in der Nord-Süd-Ausdehnung 7,5 km lang und in West-Ost-Richtung an der breitesten Stelle knapp 1,5 km breit. 11 km südlich von Muisne befindet sich der Küstenort Mompiche.
Die Parroquia Muisne grenzt im Norden an die Parroquia Cabo San Francisco, im Nordosten an die Parroquias Tonchigüe, Súa und La Unión (alle drei im Kanton Atacames), im Osten und im Südosten an die Parroquia San Gregorio sowie im äußersten Süden an die Parroquia Bolívar.

## Bevölkerung
Der Großteil der Bevölkerung von Muisne sind, wie in der Provinz Esmeraldas insgesamt, Afro-Ecuadorianer. Ihre Vorfahren waren im Zeitalter des Sklavenhandels aus Afrika an die Pazifikküste deportiert worden.

## Wirtschaft
Die vorwiegende Einkommensquelle der Inselbewohner ist die Landwirtschaft, an zweiter Stelle folgt der Tourismus, an dritter der Fischfang.

## Verkehr
Um auf das Eiland zu gelangen, durchqueren mehrere Lanchas (Motorboote) die schmale Wasserstraße, die das Festland von der Insel Muisne trennt. Als Fortbewegungsmittel auf der Insel dienen Triciclos, um ein drittes Rad erweiterte Motorradtaxen, mit denen sich Personen und Lasten für wenige US-Cent innerhalb des Dorfes oder vom Dorf zum zwei Kilometer entfernten Strand transportieren lassen. Es gibt keine Autos auf der Mangroveninsel.
Der Ort Muisne ist über die knapp 15 km lange E381 an die Fernstraße E15 (Manta–Esmeraldas) angebunden. In die Landeshauptstadt Quito gelangt man mit den täglich mehrfach verkehrenden Überlandbussen in ungefähr 8–9 Stunden.

## Geschichte
Die Parroquia rural Muisne wurde im Juni 1878 im Kanton Esmeraldas gegründet. Am 3. Oktober 1956 wurde der Kanton Muisne gegründet und Muisne wurde eine Parroquia urbana und Sitz der Kantonsverwaltung.